# Franz Lebsanft
Franz Lebsanft (* 31. Mai 1955 in Madrid) ist ein deutscher Romanist mit Schwerpunkten in der französischen und spanischen Sprachwissenschaft.

## Trivia
Der Schriftsteller Peter Prange, der in Tübingen zur selben Zeit wie Franz Lebsanft Romanistik studiert hat und dort auch heute lebt, verwendet den Nachnamen "Lebsanft" für Figuren in mehreren seiner Bücher.

## Leben
Franz Lebsanft wurde als Sohn der deutschen Journalistin Brigitte Krüger und des deutschen Diplomaten Ulrich Lebsanft in Madrid 1955 geboren und studierte als Stipendiat der Studienstiftung des deutschen Volkes in Brüssel, Tübingen und Paris (École Pratique des Hautes Études, IVe Section; Paris IV/Sorbonne). Zu seinen Lehrern gehörten in Brüssel u. a. Jacques Pohl, Pierre Ruelle und Roland Mortier, in Tübingen Hans Helmut Christmann, Eugenio Coseriu, Hans Jürgen Heringer, Gerd Fritz und Paul Hoffmann, in Paris Jacques Monfrin und Jean Dufour; in Paris hörte er auch die Vorlesung von Michel Foucault am Collège de France. In Tübingen wurde er bei Hans Helmut Christmann promoviert, der auch seine Habilitation betreute. Weitere Studienaufenthalte verbrachte er an der Universität Salamanca und an der Università per Stranieri in Perugia.
Lebsanft war von 1994 bis 1995 Professor für Romanische Sprachwissenschaft an der Universität Regensburg und von 1995 bis 2009 als Nachfolger von Karl Maurer Professor für Romanische Philologie an der Ruhr-Universität Bochum. Im Jahr 2009 wurde er an der Universität Bonn Nachfolger von Christian Schmitt. Er trat 2021 in den Ruhestand.
Franz Lebsanft ist ein Neffe der Historikerin Sabine Krüger.

## Forschung
Lebsanft arbeitet auf den Gebieten der mediävistischen Editionsphilologie, der historischen Semantik, Lexikologie und Pragmatik, der Mediensprache, der Sprachpolitik und Sprachkultur sowie der Geschichte des Faches. Er war von 2002 bis 2021 Herausgeber Sprachwissenschaft der Zeitschrift Romanische Forschungen und von 2005 bis 2021 Mitherausgeber der Analecta Romanica. Lebsanfts Dissertation zu den altfranzösischen Grußformeln gilt als eine Pionierarbeit zur Begründung der jüngeren Disziplin der historischen Pragmatik, die inzwischen von seiner Schülerin Angela Schrott weiterentwickelt wurde. Mit der Untersuchung zu den sprachkritischen Leserbriefen in der Madrider Tageszeitung El País und vor allem mit seiner Habilitationsschrift zur spanischen Sprachkultur wendete er erstmals einen wichtigen Aspekt der Prager Sprachtheorie auf einen romanistischen Gegenstand an und entdeckte dabei die Problematik der Laienlinguistik als Thema der hispanischen Sprachgemeinschaft. Darauf aufbauend ist er gemeinsam mit seinem Schüler Felix Tacke der Herausgeber des gegenwärtigen Standardwerks zu Fragen der Sprachnorm und Sprachstandardisierung in den romanischen Sprachen.

## Schüler
Franz Lebsanft ist der Betreuer der Habilitationen der Romanisten Michael Bernsen, Elmar Eggert, Angela Schrott, die auch die Herausgeber der ihm gewidmeten Festschrift sind, sowie von Felix Tacke und Sebastian Greußlich.

## Auslandsprofessuren
- 2018 Gastprofessor, Cátedra de Altos Estudios del Español,[11] Universidad de Salamanca
- 2020 Directeur d'études invité, École Pratique des Hautes Études PSL, Paris[12]

## Schriften
Als Autor
- Studien zu einer Linguistik des Grußes: Sprache und Funktion der altfranzösischen Grussformeln (= Beihefte zur Zeitschrift für romanische Philologie. Bd. 217). Niemeyer, Tübingen 1988, ISBN 3-484-52217-8 (= Dissertation, Universität Tübingen, 1986).
- Spanien und seine Sprachen in den Cartas al director von El País (1976–1987): Einführung und analytische Bibliographie (= Tübinger Beiträge zur Linguistik. Bd. 342). Narr, Tübingen 1990, ISBN 3-8233-4193-6.
- Spanische Sprachkultur: Studien zur Bewertung und Pflege des öffentlichen Sprachgebrauchs im heutigen Spanien (= Beihefte zur Zeitschrift für romanische Philologie. Bd. 282). Niemeyer, Tübingen 1997, ISBN 3-484-52282-8 (= Habilitationsschrift, Universität Tübingen, 1992).

Als Herausgeber
- (mit Richard Baum, Klaus Böckle, Franz Josef Hausmann) Lingua et traditio : Geschichte der Sprachwissenschaft und der neueren Philologien ; Festschrift für Hans Helmut Christmann zum 65. Geburtstag. Narr, Tübingen 1994, ISBN 3-8233-4137-5.
- (mit Martin-Dietrich Gleßgen) Alte und neue Philologie. Niemeyer, Tübingen 1997, ISBN 3-484-29508-2.
- (mit Andreas H. Jucker, Gerd Fritz)  Historical Dialogue Analysis. Benjamins, Amsterdam/Philadelphia 1999, ISBN 90-272-5080-4.
- (mit Martin-Dietrich Gleßgen) Historische Semantik in den romanischen Sprachen. Niemeyer, Tübingen 2004, ISBN 3-484-30483-9.
- (mit Reinhold Glei, Nicola Kaminski) Boethius christianus? Transformationen der 'Consolatio Philosophiae' in Mittelalter und Früher Neuzeit. De Gruyter, Berlin/New York 2010, ISBN 978-3-11-021416-1.
- (mit Monika Wingender) Die Sprachpolitik des Europarats. Die „Europäische Charta der Regional- oder Minderheitensprachen“ aus linguistischer und juristischer Sicht. De Gruyter, Berlin/Boston 2012, ISBN 978-3-11-027653-4.
- (mit Wiltrud Mihatsch, Claudia Polzin-Haumann) El español, ¿desde las variedades a la lengua pluricéntrica? Vervuert, Frankfurt/Main 2012, ISBN 978-3-86527-646-9.
- (mit Monika Wingender) Europäische Charta der Regional- oder Minderheitensprachen. Ein Handbuch zur Sprachpolitik des Europarats. De Gruyter, Berlin/Boston 2012, ISBN 978-3-11-024083-2.
- (mit Gerald Bernhard) Mehrsprachigkeit im Ruhrgebiet. Stauffenburg, Tübingen 2013, ISBN 978-3-86057-059-3.
- (mit Angela Schrott)  Diskurse, Texte, Traditionen. V&R Unipress, Bonn University Press, Göttingen 2015, ISBN 978-3-8471-0282-3. (Online)
- (mit Sebastian Greußlich) El español, lengua pluricéntrica. Discurso, gramática, léxico y medios de comunicación masiva V & R unipress/Bonn University Press, Göttingen 2020, ISBN 978-3-8471-0999-0.
- (mit Felix Tacke) Manual of Standardization in the Romance Languages De Gruyter, Berlin/Boston 2020, ISBN 978-3-11-045808-4 (MRL, 24). * doi:10.1515/9783110458084-202
- August Wilhelm Schlegel und die Episteme der Geschichte. Eine Ringvorlesung zum 200jährigen Jubiläum der Universität Bonn und der "Observations sur la langue et la littérature provençales" (1818). V&R Unipress, Bonn University Press, Göttingen 2022, ISBN 978-3-8471-1331-7